# Deutsches Erwachsenen-Bildungswerk
Das Deutsche Erwachsenen-Bildungswerk (DEB) ist ein großer, unparteiischer und überkonfessioneller Bildungsträger mit 48 Standorten in Deutschland, welcher sich auf die Ausbildung sowie Fort- und Weiterbildung im Gesundheits- und Sozialbereich spezialisiert hat. In Kooperation mit der Agentur für Arbeit bietet das DEB auch Sprach-, Integrations-, ESF- und Wiedereinstiegskurse an.
Sitz der Geschäftsführung ist Bamberg. Vorsitzende ist Jacqueline Erben-Schmittfull. Die Außenstellen befinden sich in Baden-Württemberg, Bayern, Brandenburg, Sachsen, Sachsen-Anhalt und Thüringen.

## Ausbildungsberufe
Das Bildungswerk bietet Ausbildungen im Bereich generalistische Pflegeausbildung, Kinderpflege, Heilerziehungspflege, Heilpädagogik, Pädagogik, Ergotherapie, Sozialassistenz, Podologie, Physiotherapie und PTA an. Alle Ausbildungen an den Berufsfachschulen, höheren Berufsfachschulen, Berufskollegs und Fachschulen des DEB führen zu einem staatlich anerkannten Berufsabschluss.

## MeSo Akademie
Die MeSo Akademie gemeinnützige GmbH (2000 gegründet) ist ein Tochterunternehmen des Deutschen Erwachsenen-Bildungswerkes (DEB). Sie betreibt eine berufsbildende Schule im Norden von Eberswalde (Brandenburg). Die MeSo Akademie hat ihren Schwerpunkt im Bereich Pflege.

## GAW-Institut für berufliche Bildung
Die GAW-Institut für berufliche Bildung gemeinnützige GmbH (2004 übernommen) ist ebenfalls ein Tochterunternehmen des Deutschen Erwachsenen-Bildungswerkes (DEB). Das GAW-Institut für berufliche Bildung bildet genauso in verschiedensten Fachrichtungen aus dem Gesundheits- und Sozialbereich aus. Standorte befinden sich in Bayern, Sachsen und Thüringen.

## Geschichte
Das Bildungswerk wurde 1976 von Adolf Erben († 2019) gegründet, besitzt seit 1993 selbstständige Landesverbände und verschiedene Tochterunternehmen (siehe oben). 2003 wurden die Deutsches Erwachsenen-Bildungswerk gemeinnützige GmbH und die Gemeinnützige DEB-soziale Dienstleistungs GmbH geschaffen. Zwischenzeitlich hat das DEB zahlreiche ähnlich ausgerichtete Einrichtungen übernommen und in die Gesamtorganisation integriert. Heute ist das DEB ein durch CERTQUA zugelassener Bildungsträger nach AZWV (Anerkennungs- und Zulassungsverordnung Weiterbildung, Träger- und Maßnahmenzertifizierung nach §§ 84 und 85 SGB III).

## Weblink
- Offizielle Website